# Sharkwater (pel·lícula de 2022)
Sharkwater és una pel·lícula de thriller i de terror estatunidenca del 2022 escrita i dirigida per Le-Van Kiet. Encallats al mar després d'una tempesta tropical, una dona i el seu marit ferit lluiten per sobreviure mentre un grup de taurons blancs circula a sota de l'aigua. Protagonitzada per Alicia Silverstone i James Tupper, la pel·lícula es va estrenar a la carta el 28 de gener de 2022. S'ha doblat i subtitulat al català.